# JC Stylles
JC Stylles (eigentlich Jason Campbell, * 7. Oktober um 1970 in Kuranda) ist ein australischer Jazzmusiker (Gitarre, Komposition) des Modern Jazz.

## Leben und Wirken
Stylles begann mit sieben Jahren Gitarre zu spielen; mit Jazz kam er durch die Plattensammlung seines Stiefvaters in Berührung. Er wuchs im Regenwald von Kuranda, North Queensland auf; mit 16 Jahren begann er als Jazzmusiker aufzutreten, orientiert am Stil von George Benson. In den folgenden Jahren hatte er Unterricht bei gastierenden Musikern wie John Scofield, Steve Erquiaga, Miroslav Vitous, Woody Shaw und Johnny Griffin. Nach seinem Umzug nach New York 1992 hatte er weiteren Unterricht bei Pat Martino, Tal Farlow, Rodney Jones, John Abercrombie und Barry Harris; ferner trat er in Clubs wie Visiones auf. Mitte der 1990er-Jahre kehrte er nach Australien zurück, um ab 2005 erneut in New York zu leben.
Dort nahm Stylles seine beiden ersten Alben Chillin’ at Home und Live and Unveiled auf, beide im Gitarre/Orgel-Trioformat. Seitdem arbeitete er mit Jazzorganisten wie Jimmy McGriff, Dr Lonnie Smith, Tony Monaco, Joey DeFrancesco, Pat Bianchi, Seleno Clarke, Jimmy „Preacher“ Robbins, Melvin Davis, Nathan Lucas und Akiko Tsuruga. Zuletzt legte er bei Motéma Music das Album Exhilaration and Other States vor, an dem Pat Bianchi (Orgel) und Lawrence Leathers (Schlagzeug) mitgewirkt hatten. Weiterhin trat er in New Yorker Spielstätten wie dem Apollo Theater, Smalls, Smoke, Lenox Lounge, The Bar next Door, The American Legion Post, Minton’s Playhouse, Fat Cat und Zinc Bar auf.  JC Stylles leitete 2019 ein Quintett, dem Steve Nelson (Vibraphon), Jon Davis (Piano), George DeLancey (Bass) und Byron Landham (Drums) angehören.
Rick Anderson, der seinem Exhilaration-Album in Allmusic vier (von 5) Sterne verlieh, meinte, Stylles trage dazu bei, „eine altehrwürdige Jazz-Tradition aufrechtzuerhalten, die eine Zeit lang zu schwinden schien: das Orgel-Trio.“ Stylles sei „ein guter Balladenspieler, aber er lebe eindeutig für Uptempo-Nummern.“